# Hoàng Hải Bình
Hoàng Hải Bình hay Hoàng Thị Hải Bình (sinh 29 tháng 3 năm 1977 tại Bình Định, Việt Nam) là một vận động viên cờ tướng Việt Nam, đương kim vô địch quốc gia. Chị là nhà vô địch nữ quốc gia các năm 1998, 2004 và 2018.